# Мирсад Тука
Мирсад Тука (Тузла, 19. јун 1965 — Сарајево, 11. јул 2023) био је босанскохерцеговачки позоришни и филмски глумац.

## Биографија
Рођен је 1965. године у Тузли, а у родном граду је започео професионалну каријеру као полазник Драмског студија Народног позоришта у Тузли. Његов отац је био по занимању столар и радио је у позоришту на изгради сценографије, а Мирсад га је често посећивао и то су били његови први сусрети са позориштем. Након тога, родила се љубав према глуми, а прву улогу имао је у школској представи као дечак, где је био одушевљен реакцијом публике, те је то био један од разлога због чега је почео да се бави глумом.
Са супругом Нермом био је у браку од 1997. године до смрти, а са њом има два сина. Време је често проводио у Стоцу, одакле је пореклом.
Преминуо је 11. јула 2023. године у 59. години живота у Сарајеву, након дуге и тешке болести. Иако се дуго борио са болешћу настављао је да ради, снима и игра у позоришним представама.

## Каријера
Први сусрет са глумом имао је у Драмском студију Народног позоришта у Тузли. Завршио је Факултет драмских уметности Универзитета уметности у Београду, прве две године његову класу предводио је професор Владимир Јевтовић, а школовање је завршио код Миленка Маричића. Заједно са њим у класи студирали су Ивана Михић, Дубравка Мијатовић, Небојша Дугалић, Драган Мићановић и други глумци.
Након завршетка студија одлази у Сарајево, где је од 1996. године био члан позоришта Камени театар 55.
Прву улогу имао је 1991. у ТВ мини серији Пилот у трави, а први филмску као Боро у дугометражном филму Празник у Сарајеву за коју је на Фестивалу глумачких остварења у Нишу 1991. године, награђен као најбољи глумац дебитант. Остварио се у бројним филмовима и ТВ серијама, као што су Нафака, Све џаба, Римејк, Остављени и други, а млађе генерације га знају и по улози Мраза у ТВ серији Војна академија.
Награђиван је и за бројне друге улоге у представама као што је улога Хасанаге у представи Хасанагиница Нијаза Алиспахића, Пољска коњица – Марка Вешовића и представи То – Алије Исаковића. Глумио је и у представама као што су Тврђава, Жак или покорност, Електра Кристофер Колумбо, Хамлет, Бесни Орландо и другим.
Поред награде на фестивалу у Нишу, освојио је Награду а најбољег глумца на Фестивалу Брчко, а вишеструки је добитник награде за најбољег глумца „Фестивала босанскохерцеговачке драме” у Зеници.

## Филмографија
| Год.       | Назив                                 | Улога                                  |
| ---------- | ------------------------------------- | -------------------------------------- |
| 1990-е▲    |                                       |                                        |
| 1991.      | Пилот у трави (ТВ серија)             |                                        |
| 1991.      | Празник у Сарајеву                    | Боро                                   |
| 1992.      | Театар у Срба                         | глумац Цар Мелхиор                     |
| 1995.      | Подземље                              | иследник                               |
| 1995.      | Наслеђе                               | продавац у самопослузи                 |
| 1995.      | Све ће то народ позлатити             | српски војник                          |
| 1995.      | Писмо из 1920                         |                                        |
| 1996.      | Срећни људи                           | раднику у СУП-у                        |
| 1996.      | Сложна браћа (ТВ серија)              | Сабе                                   |
| 1996.      | Била једном једна земља (ТВ серија)   | истраживач                             |
| 1996.      | Горе-доле (ТВ серија)                 | Пинкерон                               |
| 1998.      | Стрелац                               |                                        |
| 1998.      | Синдром                               |                                        |
| 1999.      | Ратници                               | Емир Алисић                            |
| 2000-е▲    |                                       |                                        |
| 2003.      | Римејк                                | Васо                                   |
| 2003.      | Заборављена пословица                 | Едо Соколија                           |
| 2006.      | Све џаба                              | полицајац                              |
| 2006.      | Нафака                                | Бибер                                  |
| 2004—2007. | Црна хроника (ТВ серија)              | Адем Ковачевић                         |
| 2005—2007. | Забрањена љубав (ТВ серија)           | Златко Фијан                           |
| 2009.      | Заувек млад (ТВ серија)               | менаџер                                |
| 2008—2009. | Печат (ТВ серија)                     | Мирза                                  |
| 2010-е▲    |                                       |                                        |
| 2010.      | Остављени                             | Мирза                                  |
| 2010.      | Циркус Колумбија                      | Драган                                 |
| 2011.      | Љубав према књигама: Сарајевска прича |                                        |
| 2011.      | Два смо свијета различита (ТВ серија) | Руздија                                |
| 2011.      | Акумулатор                            | муж                                    |
| 2012.      | Body Complete                         | доктор                                 |
| 2012.      | Прича без краја                       |                                        |
| 2013.      | Војна академија 2                     | Мраз                                   |
| 2013.      | Ја сам из Крајине, земље кестена      | Златан                                 |
| 2014.      | Turetskiy tranzit                     |                                        |
| 2012—2014. | Војна академија (ТВ серија)           | Мраз                                   |
| 2014.      | Рекет                                 |                                        |
| 2015.      | Ургентни центар (ТВ серија)           | Дејан Цветић                           |
| 2016.      | Босански сан                          | Енвер                                  |
| 2016.      | Сабина К.                             | господин Јукић                         |
| 2017.      | Жаба                                  | Швабо                                  |
| 2017.      | Тајна из прошлости                    |                                        |
| 2019.      | Одведи ме на неко лијепо мјесто       | механичар                              |
| 2019.      | Срећа                                 | Алмир                                  |
| 2019.      |                                       | Ибрахим                                |
| 2008—2021. | Луд, збуњен, нормалан (ТВ серија)     | инспектор Мурга                        |
| 2020-е▲    |                                       |                                        |
| 2018—2021. | Беса (ТВ серија)                      | тужилац Баждаревић / судија Баждаревић |
| 2020.      | 12 речи (ТВ серија)                   | Мијо Дробњак                           |
| 2021.      | Дуг мору (ТВ серија)                  | Микан                                  |
| 2021       | Зашто не заплешете?                   | човек                                  |
| 2021—2022. | Клан (ТВ серија)                      | Фејза                                  |
| 2022.      | Празник празнине                      | Златко                                 |
| 2023.      | Тендер (ТВ серија)                    | Хамдија Врабац                         |
| 2023.      | Радничка класа иде у пакао            | Милутин                                |
| 2023.      | Покидан                               | Командант                              |
| 2024.      | Сабља (ТВ серија)                     | Никола Јовић                           |
| 2024.      | Стравично                             | Командант                              |
| 2025.      | Кафана на Балкану (серија)            | Командант                              |